# Разпределение на Поасон
Разпределение на Поасон или Поасоново разпределение в статистиката и теорията на вероятностите е дискретно разпределение на вероятностите, което изразява вероятността определен брой събития да се случат в определен интервал от времето или пространството, ако събитията се случват с известна постоянна скорост и са статистически независими от времето на последното събитие. Може да се използва и за оценка на броя събития и в други интервали: разстояние, площ и обем
Поасоновото разпределение се определя лесно като граница на биномни разпределения. Средното и дисперсията му съвпадат.

## Формула
Това разпределение носи името на откривателя си Симеон Дени Поасон (1781 – 1840) и е публикувано през 1838 година. За дискретната случайна променлива {\displaystyle X} се казва, че има разпределение на Поасон с параметър {\displaystyle \lambda >0}, ако приема само цели неотрицателни стойности с вероятност:
{\displaystyle p(n)=P(X=n)=\mathrm {e} ^{-\lambda }{\frac {\lambda ^{n}}{n!}}\,,n=0,1,2,...}
където:
- e е основата на натуралния логаритъм (2.718281828...)
- n! е факториел на n.
- {\displaystyle \lambda } е положително число и често се нарича интензитет

## Разпределение на Поасон във физиката
Разпределението на Поасон {\displaystyle P_{\lambda }(n,T)\,} дава вероятността за наблюдаване на n дискретни събития за интервал от време T, когато средният брой събития за единица време е λ, предполагайки тези събития са независими.
{\displaystyle P_{\lambda }(n,T)=\mathrm {e} ^{-\lambda T}{\frac {(\lambda T)^{n}}{n!}}\,}

## Приложения
Поасоновото разпределение намира приложение при събития, описвани чрез случайни дискретни величини – като брой на пристигащи самолети на дадено летище за определен период от време, брой на самоубийствата за една година. То се среща често във физиката при работа с лазери и радиоактивното разпадане. Напоследък се използва и в телекомуникациите.